# Грибожил тёмный
Грибожил тёмный (лат. Bolitophagus reticulatus) — вид жуков-чернотелок. Длина тела взрослых насекомых (имаго) 5,5—8 мм. Переднеспинка немного шире головы, с шиповидными задними углами. Междурядья надкрылий с удлинёнными точками. Развиваются в берёзовых трутовиках, например, настоящем трутовике.